# Lobelia tupa
Lobelia tupa (tupa, tabaco del diablo) es una especie de planta de flores perteneciente a la familia Campanulaceae.

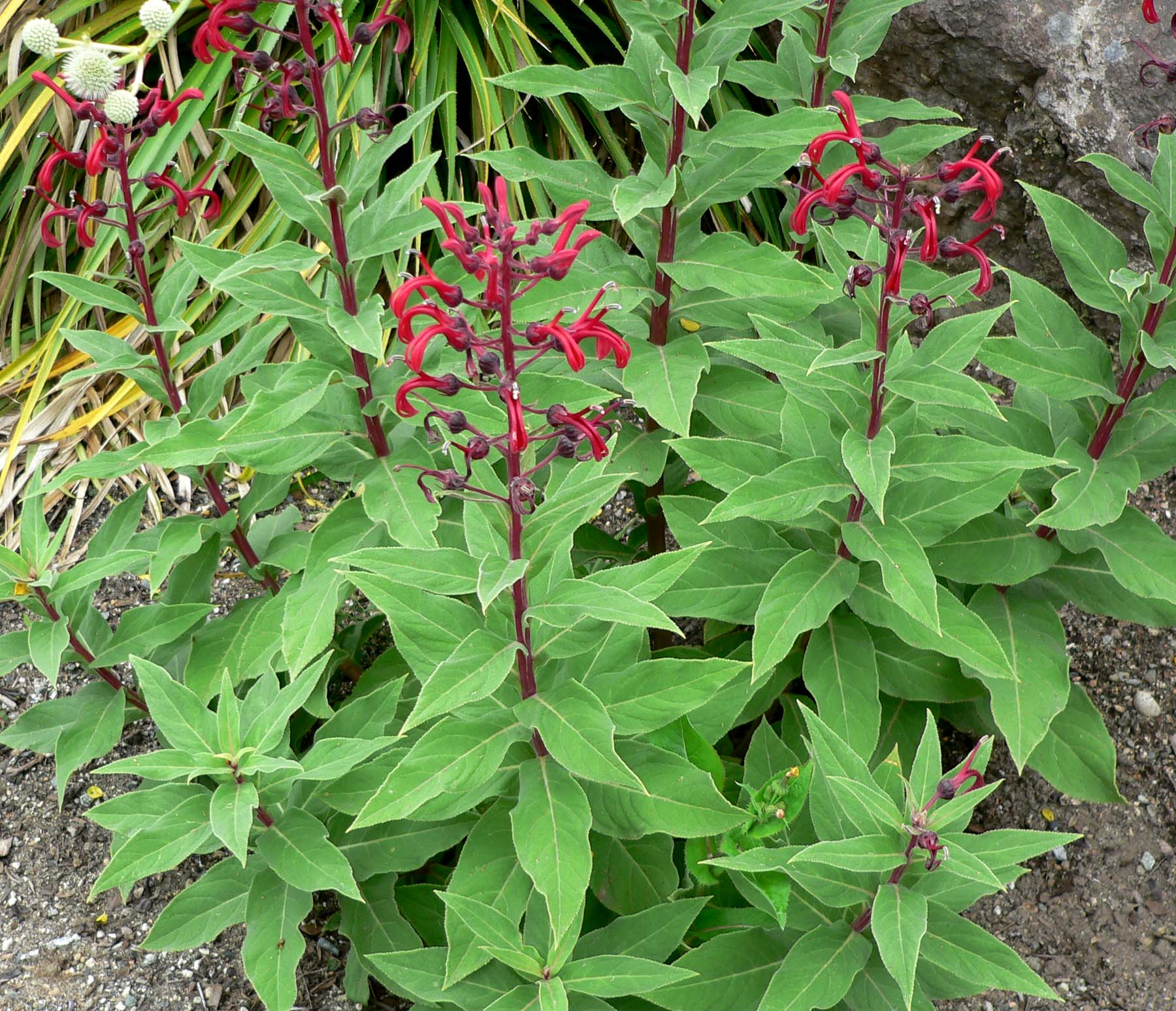
Detalle de la planta

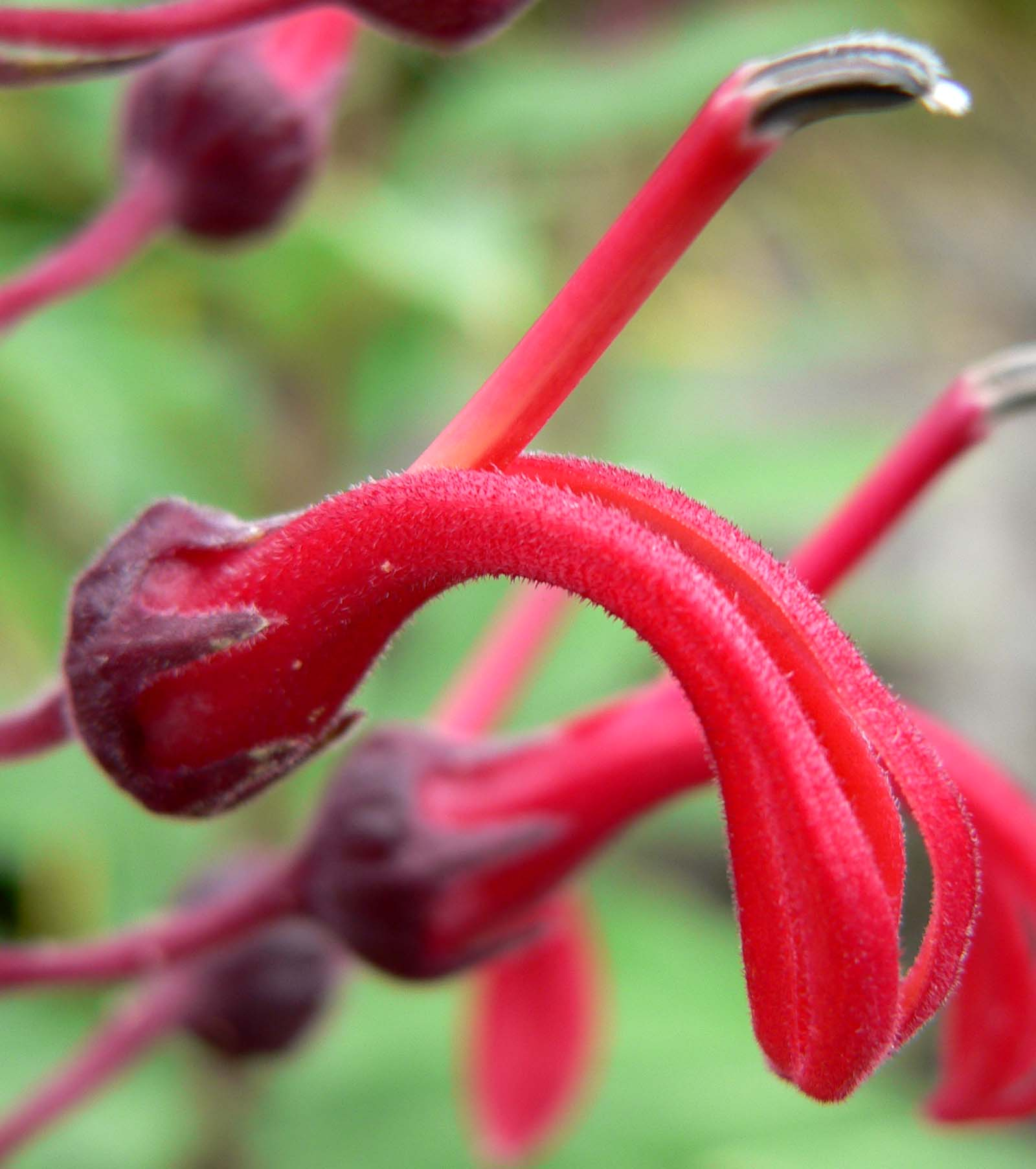
Detalle de la flor

## Hábitat
Es nativa del centro de Chile desde  Valparaíso hasta Los Lagos.

## Descripción
Es una planta perenne que alcanza los 4 metros de altura. Su follaje es de color verde grisáceo con hojas elípticas de 10–15 cm de longitud. Las flores, parecidas a trompetas, son de color rojo producidas en suelos secos.

## Propiedades
Su látex es usado como abortivo y como alucinógeno, lo que explica sus nombres comunes de  Tabaco del Diablo, irónicamente esta planta es usada para eliminar los efectos de la adicción a la nicotina, causada por el alcaloide lobelina. Los indígenas Mapuche del sur de Chile lo consideran una hierba sagrada. En las hojas de Tupa se encuentran principios activos que  estimulan la respiración.

## Taxonomía
Lobelia tupa fue descrita por Carlos Linneo y publicado en Sp. Pl. ed. 2 1318 1763.
Etimología
Lobelia: nombre genérico que fue nombrado en honor del botánico belga Matthias de Lobel (1538-1616).
tupa: epíteto  derivado del nombre vernáculo mapuche tropa. Feuillée escribió tupa, y Linneo trapa.
Sinonimia
- Dortmannia berteroi (A.DC.) Kuntze
- Dortmannia bicalcarata Kuntze
- Dortmannia mucronata (Cav.) Kuntze
- Dortmannia philippiana Kuntze
- Dortmannia tupa (L.) Kuntze
- Lobelia bicalcarata (Kuntze) Zahlbr. ex K.Schum.
- Lobelia bicalcarata Zahlbr.
- Lobelia feuillei (G.Don) G.Nicholson
- Lobelia mucronata Cav.
- Lobelia mucronata var. berteroi (A.DC.) E.Wimm.
- Lobelia mucronata f. hookeri (A.DC.) E.Wimm.
- Lobelia mucronata f. ovalifolia E.Wimm.
- Lobelia serrata Meyen
- Rapuntium mucronatum (Cav.) C.Presl
- Rapuntium tupa (L.) C.Presl
- Tupa berteroi A.DC.
- Tupa cavanillesiana G.Don
- Tupa feuillei G.Don
- Tupa feuillei var. berteroi (A.DC.) Vatke
- Tupa feuillei var. macrophylla Vatke
- Tupa feuillei var. mucronata (Cav.) Vatke
- Tupa montana Phil.
- Tupa mucronata (Cav.) A.DC.
- Tupa mucronata var. hookeri A.DC.[6][7]